# TJ Cox
Pour les articles homonymes, voir Cox.
Terrance John Cox dit TJ Cox, né le 18 juillet 1963, est un homme politique américain. Membre du Parti démocrate, il est élu de Californie à Chambre des représentants des États-Unis de 2019 à 2021.

## Biographie

### Jeunesse et carrière professionnelle
TJ Cox est né à Walnut Creek en Californie de parents immigrés, son père étant originaire de Chine et sa mère des Philippines. Il est diplômé d'un baccalauréat universitaire en sciences de l'université du Nevada à Reno en 1986 et devient ingénieur. En 1999, il est diplômé d'une maîtrise en administration des affaires de l'université méthodiste du Sud.
Il fonde et préside le Central Valley NMTC Fund, qui aide les entreprises des zones défavorisée de la vallée centrale californienne à obtenir des crédits d'impôts et des aides,. À ce titre, il finance notamment l'ouverture de cliniques et de centre de formation dans la région.
En 2015, ses avocats le poursuivent en justice pour obtenir le paiement de leurs frais ; il est condamné à leur verser 49 000 dollars. En 2017, il fait l'objet d'un redressement fiscal avec son épouse Kathleen.

### Carrière politique
En 2006, Cox se présente à la Chambre des représentants des États-Unis. Il est alors facilement battu par le républicain sortant George Radanovich (en), devancé de 20 points.
À un an des élections de 2018, Cox déménage de Fresno à Modesto pour se présenter dans le 10e district de Californie face au républicain Jeff Denham, une élection attirant de nombreux candidats. Après le retrait du seul candidat démocrate dans le 21e district, Cox se porte finalement candidat dans ce district remporté par le républicain David Valadao en 2016 malgré la large victoire d'Hillary Clinton dans la circonscription. Le 21e district, qui s'étend du sud de Fresno à Bakersfield, est le plus pauvre de Californie et compte davantage de démocrates que de républicains inscrits sur les listes électorales. Cox redéménage alors à Fresno, où il possède une maison proche du 21e district. Lors de la primaire de juin, Cox est largement devancé largement par le républicain, qui le distance de 25 points.
Dans les mois qui suivent, il attaque particulièrement Valadao pour son vote en faveur de l'abrogation de l'Obamacare, mettant en avant son propre travail en faveur de cliniques locales dans un district particulièrement peu favorisé. Sa campagne effectue également un important travail de mobilisation de l'électorat hispanique. Le soir de l'élection, Valadao arrive en tête avec environ 5 000 voix d'avance. Plusieurs médias déclarent le républicain vainqueur, mais plusieurs dizaines de milliers de votes par correspondance restent à dépouiller. Au fur et à mesure du dépouillement, l'écart se resserre et Cox passe devant Valadao à la fin du mois de novembre. Le républicain concède sa défaite un mois après les élections. Cox est finalement élu avec une marge de 862 voix, soit moins d'un point d'avance,.
Durant son mandat, TJ Cox vote le plus souvent avec le reste de la majorité démocrate. Il doit cependant admettre en cours de mandat avoir oublié de mentionner ses liens avec plus d'une dizaine de sociétés, comme la loi l'y oblige pourtant. L'une de ces sociétés, une entreprise minière canadienne, avait été condamnée à verser des salaires impayés à ses employés.
Cox affronte à nouveau Valadao lors des élections de 2020. Au cours de la primaire, il est largement distancé le républicain, ne rassemblant que 38,6 % des voix contre 50,1 %. Le district est alors considéré par les républicains comme l'une de leurs meilleures chances de récupérer un siège démocrate en Californie. Alors les républicains l'attaquent pour ses problèmes d'éthique, TJ Cox et les démocrates tentent de lier David Valadao à Donald Trump. Bien que Joe Biden remporte le district avec 11 points d'avance sur Trump, David Valadao prend sa revanche et bat TJ Cox de justesse (50,4 % contre 49,6 %).